# Daniel Glunčić
Daniel Glunčić (* 6. Juni 1970 in Grünstadt, Deutschland) ist ein kroatischer Diplomat.

## Werdegang
Daniel Glunčić schloss 2005 sein Studium in Katholischer Theologie an der Rheinischen Friedrich-Wilhelms-Universität in Bonn ab und schloss einen Lehrgang als European Governance Professional an der Hertie School of Governance 2006 ab. Von 2000 bis 2006 war Glunčić Attaché an der Außenstelle der kroatischen Botschaft in Bonn. Von 2005 bis 2008 war er Dritter Botschaftssekretär an der kroatischen Botschaft in Berlin. Von 2008 bis 2012 war er Zweiter Botschaftssekretär an ebendieser Botschaft. 2012 kehrte er nach Kroatien zurück. Von 2012 bis 2016 arbeitete er in der Abteilung für internationale Rechtshilfe im kroatischen Außenministerium. 2013 war er Geschäftsträger der kroatischen Botschaft im Iran. 2016 und 2017 war er Leiter des Büros des Staatssekretärs für politische Angelegenheiten und Berater des Ministers für auswärtige und europäische Angelegenheiten der Republik Kroatien. Von 2017 bis 2019 war er Kabinettschef des kroatischen Parlaments (Hrvatski sabor). Seit dem 13. Januar 2020 ist Daniel Glunčić als Nachfolger von Vesna Cvjetković kroatischer Botschafter in Österreich.

## Privates
Daniel Glunčić ist verheiratet und hat zwei Kinder.